# スタッド・ルイ＝ドゥゴゲ
スタッド・ルイ＝ドゥゴゲ（Stade Louis-Dugauguez）は、フランス・グラン・テスト地域圏アルデンヌ県スダンにあるサッカー専用スタジアム。CSスダン・アルデンヌがホームスタジアムとして使用している。

## 概要
2000年1月、スタッド・エミール＝アルボーに隣接していた陸上競技場を取り壊してこのスタジアムの建設工事がスタート。同年10月7日に落成式が行われ、3日後にはスタッド・レンヌとの親善試合でこけら落としとなった。
2009年11月17日、スタジアム初の国際Aマッチとしてベルギー代表対カタール代表の親善試合が開催され、ベルギー代表が2-0で勝利した。